# مروحي الذيل
مروحيات الذيل طيور حشرية صغيرة مواطنها في أستراليا وجنوب شرق آسيا وشبه القارة الهندية تنتمي إلى جنس الرِبْدُور وفصيلة الربدوريات. يبلغ طول معظم الأنواع حوالي من 15 إلى 18 سم.